# 三留まゆみ
三留 まゆみ（みとめ まゆみ　1961年 - ）は、日本の映画評論家、イラストレーター、漫画家。東京都新宿区出身、血液型B型、和光大学人文学部芸術学科中退（満期退学）。
映画の名場面、みどころをびっしりとイラストと手書き文字で書き込んだ手法の映画紹介で知られる。得意とするジャンルはSFとホラー。

## 概要
高校時代に『ファントム・オブ・パラダイス』を観て衝撃を受け、映画試写会と名画座めぐりを始める。大学時代よりアルバイトでマンガ雑誌の編集に携わり、その縁でライター、イラストレーター、漫画家として活動を始める。
また、1980年前後の自主映画の世界にかかわり、今関あきよし監督の初期作品等に主演。また、自身でも作品を制作。
1983年から、ロリコン漫画誌「漫画ブリッコ」で早坂みけ名義で漫画を連載する（ペンネームは、当時、やはり「漫画ブリッコ」に連載をしていた早坂未紀のアシスタントをしていたことから）。あわせて、同誌に映画についてのイラスト・エッセイを発表する。
1980年代後半は少女漫画誌「ちゃお」のレギュラー執筆者として、三留まゆみ名義で『なにはTOMOあれ女の子』（原作：引田智子）などの作品を描いている。
その後は、雑誌「宝島」に映画についてのイラスト・エッセイを執筆し、映画評論家として広く知られるようになる。なお、初代担当編集者は町山智浩、2代目が柳下毅一郎だった。

## 選考委員
- 毎日映画コンクール、アニメーション部門選定委員（1989年 - ）
- キネマ旬報ベスト・テン選考委員（1992年 - ）
- 五日市映画祭(現あきるの映画祭)フィルム・コンテスト部門審査委員（1993年 - 2002年）
- 日本芸術文化振興会アニメーション部門選定委員（1999年 - 2002年）

## 映画

### 監督作（自主映画)
- 『来客』(1981年)
- 『美津子とすいか』(1983年)

### 出演作（自主映画)
- 『ORANGING'79』（今関あきよし監督 1979年）
- 『赤い毛玉のころがる坂道』（今関あきよし監督 1980年）
- 『もし、僕の愛したのが君でなかったら ムービーメイト100%』（小林ひろとし監督 1980年）
- 『La Fille Privee まずこぐことから始めるの 』（小林ひろとし監督 1980年）

### 出演作（商業映画)
- 『パパのウエスタン』（大林宣彦監督1980年）
- 『ねらわれた学園』（大林宣彦監督 1981年）
- 『TOKYO FIST 東京フィスト』（塚本晋也監督 1995年）
- 『顔さんの仕事』（今関あきよし監督 2024年8月31日公開予定)

## 著書
- 『いりおもてやまねこなんかこわくない』（早坂みけ名義（漫画） 白夜書房 1985年）
- 『三留まゆみの映画缶』（キネマ旬報社 1992年）
- 『ブライアン・デ・パルマ World is yours』（監修 洋泉社 2006年）

## テレビ
- もんもんドラエティ - お茶の子博士のホラーシアター『もっとも危険な約束』（テレビ東京 1981年11月5日放送）
- ファンキートマト（テレビ神奈川  1992年-1993年頃）
- 大進撃放送BONZO （TOKYO MX）-不定期

## 配信

### ライブストリーミング・ポッドキャスト
- 『DOMMUNE RADIOPEDIA MOVIE CYPHER」（ムービーサイファー）』（2022年2月 - 毎月第4週木曜日） - ライブストリーミング・チャンネルDOMMUNEの番組。MCは三留の他に柳下毅一郎、高橋ヨシキ。毎月1回・木曜日にスタジオから生配信し、翌週の火曜日Amazon Musicのポッドキャストでアーカイブが配信される[1]。